# Reaper – Ein teuflischer Job
Reaper – Ein teuflischer Job ist eine US-amerikanische Fernsehserie, entwickelt von Tara Butters und Michele Fazekas. Die Serie wurde von 2007 bis 2009 von ABC Television Studio produziert. Kevin Smith führte beim Pilotfilm Regie und war als kreativer Berater für die Serie tätig.
Die erste Staffel der Serie wurde vom 25. September 2007 bis zum 20. Mai 2008 auf dem US-Sender The CW Television Network ausgestrahlt, die zweite Staffel lief vom 3. März bis 29. Mai 2009. Die deutsche Erstausstrahlung lief auf dem Pay-TV-Sender FOX Channel ab dem 20. Mai 2008. Im deutschen Free-TV zeigte ProSieben die Folgen der ersten Staffel seit dem 20. April 2009 jeweils am Montagabend. Die Ausstrahlung wurde jedoch nach der 16. Folge abgebrochen und wurde erst am 16. April 2011 wieder aufgenommen.
Inzwischen gilt die Serie als eingestellt, da The CW nicht bereit war, eine dritte Staffel zu bestellen, und kein anderer Sender die Serie übernahm.

## Handlung

### Staffel 1
Sam Oliver lebt mit seinen Eltern und seinem jüngeren Bruder Keith in Seattle. Nach Abbruch seiner College-Ausbildung hat er eine schlecht bezahlte Stelle im örtlichen Baumarkt The Work Bench angenommen und verbringt seine Freizeit vor allem mit Videospielen und Nichtstun.
An seinem 21. Geburtstag ändert sich sein Leben schlagartig, als er erfährt, dass seine Eltern vor seiner Geburt seine Seele an den Teufel verkauft haben. Dieser beschließt, den jungen Mann zum Einfangen von aus der Hölle entflohenen Seelen einzusetzen, wobei Sam von seinen Kollegen Bert (genannt Sock) und Ben unterstützt wird. Vom Teufel erhält er in jeder Folge ein anderes „Gefäß“ (Alltagsgegenstände wie Handstaubsauger oder Kassettenrekorder), in das die Seelen eingefangen werden sollen. 
Nach einiger Zeit beschließt Socks Mutter, dass ihr Sohn nun alt genug ist, alleine zu leben, und setzt ihn vor die Tür. Sock überredet Sam und Ben, eine Wohngemeinschaft zu bilden. Ihre neuen Nachbarn Steve und Tony entpuppen sich bald als aus der Hölle geflohene Dämonen, die zusammen mit gleichgesinnten Dämonen den Teufel stürzen wollen. 
Anders als Steve, der Satan gewaltlos durch gute Taten besiegen will, drängt Tony auf die Ermordung des Teufels. Er überredet Sam, seine nahe Beziehung zum Teufel auszunutzen und sich dessen persönliche Handynummer zu besorgen. Mithilfe dieser Handynummer beschwören die Dämonen den Teufel, um ihn zu vernichten. Das Schwert des Erzengels Michael, mit dem sie den Teufel töten wollten, ist jedoch eine Fälschung und die ganze Aktion – sogar die Wohnungsvermittlung an Sam, Ben und Sock – eine Intrige des Teufels, der alle Verschwörer an einem Ort versammeln wollte, um sie zusammen zu vernichten. Er lässt das Gebäude, in dem sie sich befinden, einstürzen, teleportiert jedoch Sam vorher nach draußen. Steve und die meisten anderen Dämonen sterben, Tony überlebt jedoch.

## Besetzung
| Rollenname          | Schauspieler       | Synchronsprecher   |
| ------------------- | ------------------ | ------------------ |
| Sam Oliver          | Bret Harrison      | Sven Hasper        |
| Bert „Sock“ Wysocki | Tyler Labine       | Tim Sander         |
| Der Teufel          | Ray Wise           | Ernst Meincke      |
| Ben Gonzalez        | Rick Gonzalez      | Robin Kahnmeyer    |
| Andi Prendergast    | Missy Peregrym     | Maria Koschny      |
| Nina                | Jenny Wade         | Bianca Krahl       |
| Ted                 | Donavon Stinson    | Boris Tessmann     |
| Josie               | Valarie Rae Miller | Dascha Lehmann     |
| Gladys              | Christine Willes   | Astrid Bless       |
| Mr. Oliver          | Andrew Airlie      | Stefan Staudinger  |
| Mrs. Oliver         | Allison Hossack    | Christin Marquitan |
| Tony                | Ken Marino         | Viktor Neumann     |
| Steve               | Michael Ian Black  | Axel Malzacher     |
| Kristen             | Eriko Tamura       | N.n.               |
| Morgan              | Armie Hammer       | Frank Schaff       |
| Cady Hanson         | Jessica Stroup     | Esra Vural         |